# Dinastia Han
Dinastia Han (chineză simplificată: 汉朝; chineză tradițională: 漢朝; pinyin: Hàn Cháo, Wade-Giles: Han Ch'ao) a fost o dinastie care a condus China între anii 206 î.Hr. și 220. În timpul acestei dinastii în China au pătruns primii misionari budiști prin intermediul relațiilor comerciale cu Imperiul Gupta din India .